# Женщина в песках
«Женщина в песках» (яп. 砂の女) — роман японского писателя Кобо Абэ, опубликованный в 1962 году.

## Сюжет
В 1955 году Дзюмпэй Ники, учитель, увлекающийся насекомыми, отправился в поход за редким экземпляром шпанской мушки. Встретив местных жителей в отдалённой деревне, он соглашается на их предложение остаться на ночлег в доме одинокой женщины. По верёвочной лестнице он спускается в яму, на дне которой располагается дом. Наутро он обнаруживает, что верёвочная лестница отсутствует. Оказавшись запертым в яме с одинокой женщиной, он переосмысливает многие аспекты своей жизни. В конечном итоге он оставляет все мысли о побеге, ощутив обладание свободой и желание помогать местным жителям. Спустя семь лет гражданский суд вынужден признать его умершим.

## Экранизации
- 1964 «Женщина в песках», режиссёр — Хироси Тэсигахара.
  - Специальная премия Каннского кинофестиваля (1964).
  - Номинант премии «Оскар» (1965) в категории «Лучший фильм на иностранном языке».

## Театральные постановки

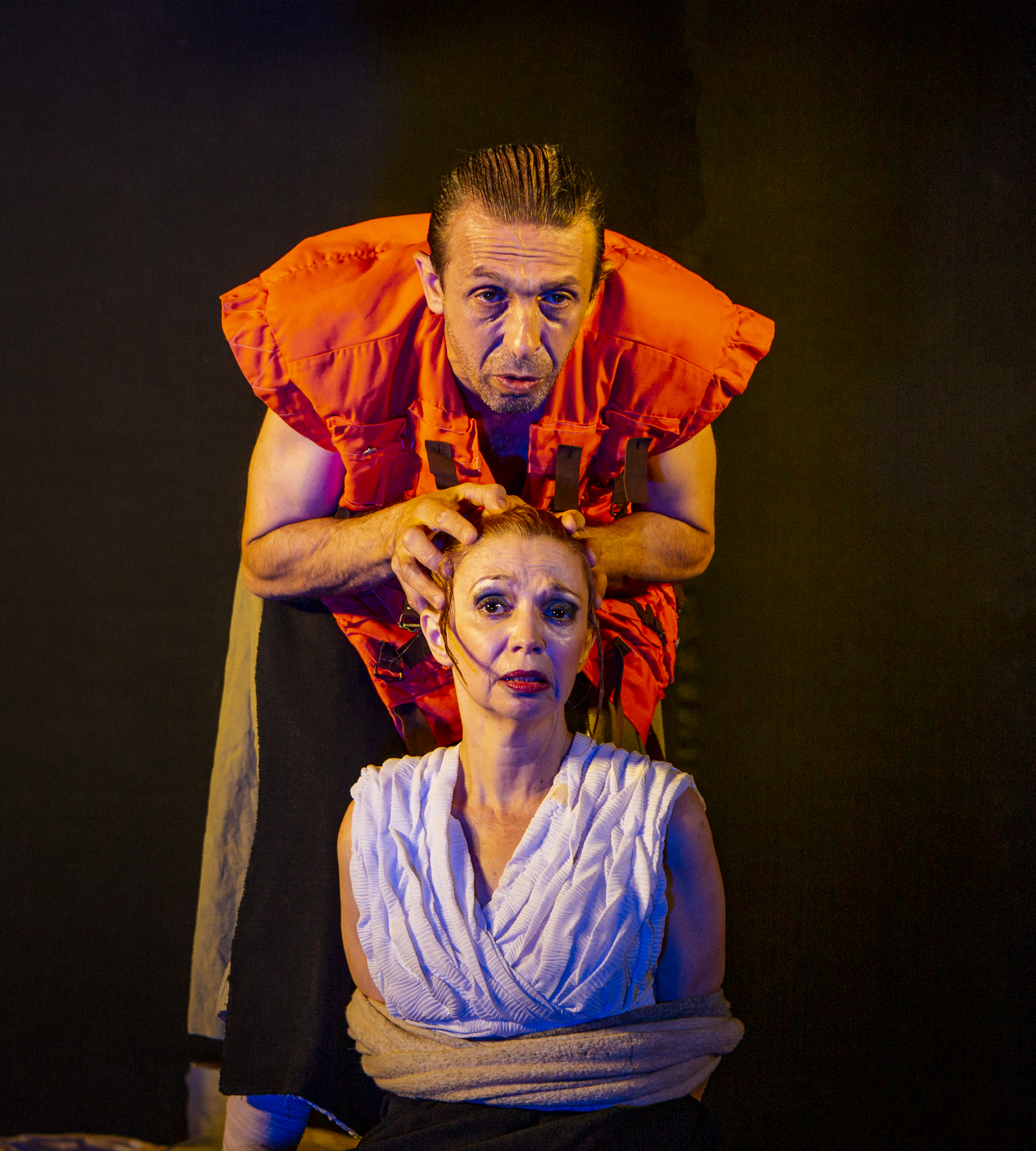
"Женщина в песках" в постановке израильского театр "Zero". Олег Родовильский, Марина Белявцева. 2022

- 1997 «Женщина в песках» Омский академический театр драмы — режиссёр Владимир Петров — спектакль получил в 1997 году три премии «Золотая маска».
- 2003 «Женщина в песках» (Театр «Zero», Израиль), режиссёр — Олег Родовильский и Марина Белявцева.
  - Первый спектакль театра.
  - Лауреат премии «Золотой шарабан», участник международного фестиваля «Хумо» (Ташкент).
- 2003 «Женщина в песках» («Наш Театр», Санкт-Петербург), режиссёр — Лев Стукалов.
  - Дипломант Высшей театральной премии Санкт-Петербурга «Золотой софит» в номинации «Лучший спектакль на большой сцене».
  - «Лучшая мужская роль» — С. Романюк.
  - «Лучшая режиссура» — Лев Стукалов.
  - Лауреат международного фестиваля «Добрый театр» (2006) в номинации «Лучшая режиссура» — Лев Стукалов.
- 2004 «Женщина в песках» (Театр «Созвездие», Киев), режиссёр Андрей Билоус.
  - Лауреат премии «Киевская пектораль—2005» в номинациях «Лучший спектакль камерной сцены», «Лучшее музыкальное оформление».
- 2021 «Женщина в песках» (Театр «АРТиШОК», Алматы), режиссёр Екатерина Пен.